# Gáspár Miklós Tamás
Gáspár Miklós Tamás (maďarsky někdy zkráceně jako TGM) (28. listopadu 1948 Kluž – 15. ledna 2023) byl sedmihradský filozof, politik a publicista maďarské národnosti.

## Rodina
Jeho otec Gáspár Tamás byl spisovatel a ředitel Maďarského státního divadla v rumunské Kluži, jeho matka Erszébet Krausz byla zdravotní sestra. Se svojí první ženou Annou Fränkel uzavřel Tamás manželství v roce 1969, se svojí druhou ženou Ninou Elston se pak oženil v roce 1987. Měl čtyři děti: Ábela (1981), jenž je historikem orientujícím se na starověk, Rebeccu (1988), Jonathana (1991) a Hannu (2005).

## Životní dráha

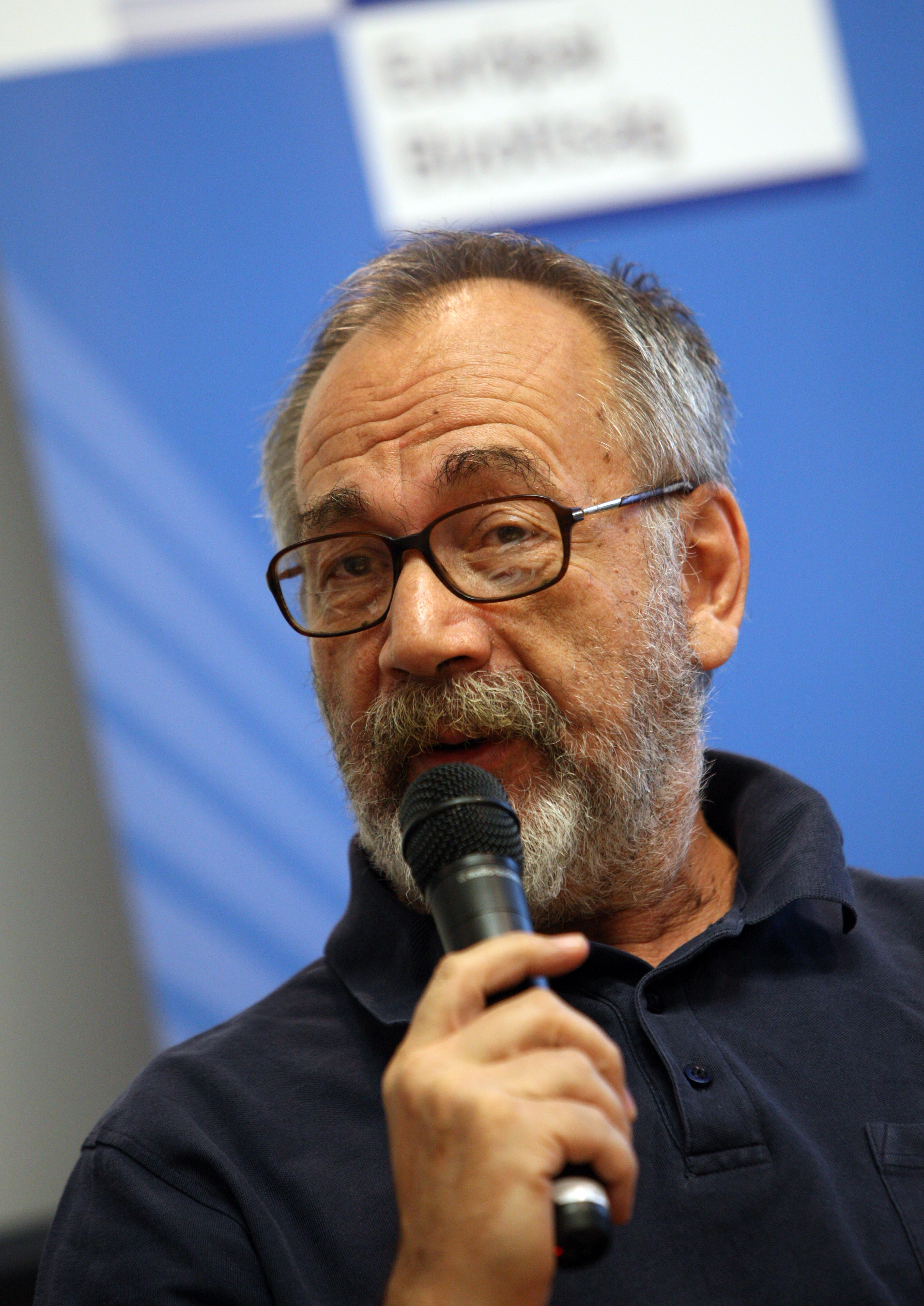
Tamás Gáspár Miklós

Roku 1972 získal na klužské Babeș–Bolyaiho univerzitě diplom z filozofie, byl žákem filozofa Györgye Brettera.
Do roku 1978 byl novinářem, poté přesídlil do Maďarska. Do roku 1980 učil na filozofické fakultě Univerzity Lóránda Eötvöse v Budapešti jako vědecký pracovník katedry dějin filozofie, ale kvůli svým „pozičním postojům“ o místo přišel. V roce 1981 byl vypovězen z Rumunska. Následně se stal hostujícím profesorem na Yaleově univerzitě v USA, poté vyučoval na anglických a francouzských univerzitách.
Za Kadárova režimu byl jedním z nejznámějších členů demokratické opozice. Roku 1985 byl účastníkem tzv. monorského setkání.
Roku 1989 byl jako kandidát Svazu svobodných demokratů (SZDSZ) v 14. volebním budapešťském obvodě dosazen do jednobarevného parlamentu na místo odvolaného komunistického poslance Pétera Várkonyiho. Od roku 1988 do roku 1990 byl zmocněncem SZSDZ, v letech 1992–1994 byl předsedou stranické rady. Od roku 1990 zastával funkci poslance a to až do roku 1994. V roce 2000 z SZDSZ vystoupil.
Od roku 1989 byl docentem na katedře filozofie právnické fakulty Univerzity Lóránda Eötvöse v Budapešti, poté pracovníkem Filozofického ústavu Maďarské akademie věd. Od roku 2007 je hostujícím profesorem na budapešťské Středoevropské univerzitě.
Od roku 2002 je viceprezidentem ATTAC Hungary. V roce 2008 byl jedním ze zakladatelů tzv. Sociální charty. V roce 2009 byl kandidátem maďarských zelených na poslance Evropského parlamentu. Toho roku byl také 23. října vyznamenán cenou udílenou při příležitosti dvacetin demokratického Maďarska (společně mj. s Árpádem Gönczem či Péterem Esterházym). Od května 2010 byl předsedou politické strany Zelená levice.

## Vyznamenání
V roce 1995 získal tvůrčí cenu Sorosovy nadace.
V roce 2005 získal civilní Střední kříž řádu Maďarské republiky za zásluhy (Magyar Köztársasági Érdemrend középkeresztje) „jako uznání za vynikající vědeckou a pedagogickou práci a publicistickou a veřejnou činnost“.

## Filozofie
Politicko-filozofickou práci Gáspára Miklóse Tamáse lze rozdělit na několik značně odlišných období. Jeho raná díla vykazují vliv fenomenologie. V druhé polovině 80. let rozvíjel liberální, později v období změny režimu pak konzervativně-liberální názory. Z tohoto období pochází jeho slavný článek Rozloučení s levicí (Búcsú a baloldaltól). Zdůrazňoval potřebu patriotismu. Ke konci 90. let se oddálil od národního liberalismu a od začátku nového tisíciletí stále více začíná rozvíjet osobitý druh „marxismu“, což se projevuje v jeho nelítostné kritice kapitalismu a východního bloku, který byl podle jeho názoru státněkapitalistický.

## Politické názory
Ceauşescův režim označil v roce 2007 za fašizoidní sociální nacionalismus. V dubnu roku 2008 mluvil o potřebě skoncovat s komunistickou mentalitou a Ceauşescův režim – v rozporu se svým předchozím názorem – považoval za komunistickou společnost. Dříve pak považoval komunistickou společnost za největší touhu proletariátu.
Ostře odsuzuje maďarské pravicové organizace a akce. Neuznává legitimitu maďarské radikální pravice, její členy považuje za fašisty, její definici sebe sama za kamufláž. Podle Gáspára Miklóse Tamáse je v Maďarsku čím dál silněji přítomen rasismus, proti němuž často vystupuje. Domnívá se, že se projevil v tzv. Mortimerově případu, ve kterém se Gáspár Miklós Tamás postavil na stranu Józsefa Pataiho (Roma, který byl na budapešťském Moskevském náměstí probodnut šavlí) a spolu s levicovými a liberálními organizacemi demonstroval proti rasismu. Později vyšlo najevo, že i sám pachatel byl zčásti romského původu, a tedy není jisté, že se jednalo o zločin z rasistických pohnutek (i když ani to není vyloučeno). Gáspár Miklós Tamás se poté veřejně omluvil.
V červnu 2008 se v jednom televizním pořadu ostře střetl s ústavním právníkem Györgyem Kolláthem, když označil rozhodnutí samosprávy obce Monok za „největší prasárnu posledních třiceti let“. Podle jeho názoru „málo lidí pracuje hodně“, tudíž vidí řešení ve zkrácení pracovní doby, čímž by se uvolnila pracovní místa. Ve své odpovědi Kolláth označil Tamáse za člověka, který „sleduje události ze slonovinové věži a který vykazuje radikální, až extrémistické myšlení“, neboť podle něj by takové opatření rozhodně nemělo tento účinek.
Když chtěl Gábor Fodor, jenž byl v červnu 2008 zvolen novým předsedou SZDSZ, přivést zpět do strany její zakládající členy, mezi nimi také Gáspára Miklóse Tamáse, vyjádřil se Tamás tak, že se nepovažuje za liberála a nesouhlasí s politikou SZDSZ.
Roku 2011 v jednom televizním pořadu prohlásil, že Maďarsko je obecně známé jako rasistický stát.